# توماس لودول لی
توماس لودول لی سنیور (.Thomas Ludwell Lee, Sr) (زادهٔ ۱۳ دسامبر ۱۷۳۰- درگذشتهٔ ۱۳ آوریل ۱۷۷۸)، مزرعه‌دار و سیاستمدار ویرجینیایی بود که در مجلس برگس‌ها و بعدها در سنای ویرجینیا خدمت می‌کرد و شاید حتی می‌توان او را یکی از معروف‌ترین ویراستاران اعلامیه حقوق ویرجینیا دانست.

## اوایل زندگی
لی در ۱۳ دسامبر ۱۷۳۰ احتمالاً در مزرعهٔ هال استراتفورد، شهرستان وستمورلند، ویرجینیا به‌دنیا آمد. سنیورش توماس لی و مادرش هانا هریسون لودول متولد شده در یکی از اولین خانواده‌های ویرجینیا (همان‌طور که در زیر توضیح داده شده‌است) بودند. او سومین پسر این زوج و دومین فرزندی بود که تا بزرگ‌سالی زنده ماند. هرچند که اولین فرزند پسر این زوج «ریچارد لی» اندکی پس از غسل تعمید فوت کرد، در فوریه ۱۷۲۷ هانا لودول لی، فیلیپ لودول لی را به‌دنیا آورد (۱۷۷۵–۱۷۲۷) و او را به نام سنیورعزیز خود نام‌گذاری کرد. مردی که بعدها به نام «سرهنگ فیل» شناخته شد، اولین پسر او بود که زنده ماند و از انگلستان (جاییکه او از اتون فارغ‌التحصیل شده و درس حقوق خوانده بود) با مرگ سنیورش در اواخر ۱۷۵۰ به منظور برعهده گرفتن مسئولیت خواهر و برادر یتیم کوچک‌تر خود و همچنین اداره هال استراتفورد و مزارع مرتبط با آن که به دلیل فرزند ارشد بودن در خانواده، به ارث برده بود (شامل بیش از ۱۲ هزار جریب فرنگی در نورثامبرلند و شهرستان‌های استانفورد در ویرجینیا، همچنین مساحتی در سواحل شرقی مریلند و دو جزیره) و تعداد زیادی برده (شامل بیش از ۱۰۰ نفر، فقط در مزرعه ۲۸۰۰ جریبی استراتفورد)، به ویرجینیا بازگشت. سرهنگ فیل در ۱۷۵۷ به سمت شورای استان ویرجینیا منصوب شد و در ۱۷۶۳ با ازدواج با نگهبان میراث خود، دارایی‌های خود را افزایش داد. اما بعدها با خواهر و برادر کوچک‌ترش به دلیل کند بودن روند تقسیم املاک سنیور درحالیکه سرگرمی‌های مجلل خود در استارتفورد را داشت، به مشکل خورد و محبوبیت خود را از دست داد.
این برادر، توماس لودول لی، دیگر وصی اداره املاک سنیور، وارث زمین در شهرستان استراتفورد، ۵۰ برده و ساعت طلای سنیورش بود، اما تا ۱۷۵۶ برای اتمام تحصیلات قانونی خود در اینر تمپلِ انگلستان باقی ماند. خواهر بزرگ‌تر او در مزرعه خانواده ماچودوک در شهرستان وستمورلند به‌دنیا آمد و به افتخار مادرش هانا لودول لی (۱۷۲۹–۱۷۸۲) نام‌گذاری شد، مادری که بیشترین نقش را برای بزرگ کردن فیلیپ و هانا، اداره کردن املاک خانواده در طول غیبت طولانی مدت همسرش در خانواده و داشتن شغل دولتی داشت. اما به احتمال، به دلایل ناراحتی‌های پیش آمده برایش، کمترین نقش را در بزرگ کردن شش فرزند کوچک‌تر دیگر خود داشت؛ زیرا بعدها در ۱۷۲۹، آتش، خانهٔ مزرعهٔ ماچودوک را سوزاند و او مجبور شد، به‌طور موقت تا تکمیل بازسازی استراتفورد هال و اسکان مجدد، با خویشاوندان متعدد لی بماند. مادر هانا لی در ۲۵ ژانویه ۱۷۵۰ در سن ۴۹ سالگی فوت کرد؛ همسرش او را در جاییکه به نام گورستان بورنت هوس فیلد شناخته می‌شد در ماچودوک به خاک سپرد و وصیت‌نامه‌ای نوشت که مایل بود در کنار همسر خود دفن شود که در پایان سال، این اتفاق هم افتاد. زمانی که توماس لودول لی در ۱۷۵۶ از انگلستان بازگشت، با برادران کوچک‌تر خود که ثروت کمتری داشتند؛ ریچارد هنری لی (زادهٔ ۱۷۳۰ و وارث زمین در شهرستان پرنس ویلیام و ۴۰ برده)، فرانسیس لایتفوت لی (زادهٔ ۱۷۳۴ و وارث زمین در بخشی از شهرستان فیرفکس که به شهرستان لودون تبدیل شد و ۳۰ برده)، ویلیام لی (زادهٔ ۱۷۳۹، کسی که با زنی که وارث بود، ازدواج کرد) و آرتور لی (زادهٔ ۱۷۴۰) و خواهرشان، آلیس لی شیپن (زادهٔ ۱۷۳۶- درگذشتهٔ ۱۸۱۷؛ کسی که به فیلادلفیا نقل مکان کرد اما همچنان به اداره امور خانواده ادامه داد) درگیر جنگ انقلابی آمریکا شدند.

## مزرعه‌دار و سیاستمدار
توماس لودول لی در بلویو، یک مزرعه در شهرستان استراتفوردِ ویرجینیا سکونت داشت که با به‌کارگیری برده‌ها، کشاورزی می‌کرد. در سپتامبر ۱۷۶۳ او از اولین نشست سالانه شرکت می‌سی‌سی‌پی، میزبانی کرد. جورج واشینگتن (۱۷۹۹–۱۷۳۲) و برادرش جان آگوستین واشینگتن در این رویداد در سپتامبر ۱۷۶۳ حضور داشتند.
در ۱۷۵۸، یک سال پس از ورود سرهنگ فیلیپ لی به شورای استان ویرجینیا (معمولاً به شکل مادام‌العمر) برادران و پسرعموهایش، به رهبری ریچارد هنری لی، دخالت‌های قانون‌گذاری خود در مجلس برگس‌ها را شروع کردند. رای‌دهندگان شهرستان استافورد، در ۱۷۵۸، توماس لودول لی را به عنوان یکی از نمایندگان مجلس برگس‌ها انتخاب کردند و او یک بار دیگر پیش از برگشتن به زندگی شخصی خود، در انتخابات پیروز شد. در نشست قبلی، ریچارد لی (پسر هنری لی و ارباب مجرد لی هال از ۱۷۴۷) یکی از نمایندگان شهرستان وستمورلند شد و با پیروزی در انتخابات مجدد تا ۱۷۹۳ به کار خود ادامه داد؛ در ۱۷۵۸ برادر زاده محبوبش، برادر ریچارد هنری لی، اولین عنوان خود از چندین دورهٔ حضور را در مجلس برگس‌ها به‌دست‌آورد. علاوه بر این فرانسیس لایتفوت لی، اولین جایگاه خود را به عنوان یک برگس از شهرستان تازه تأسیس شده لودون به‌دست‌آورد و پسرعمویش جان لی، نماینده شهرستان اسکس بود. سرهنگ فیلیپ لی، کسی که همیشه انگستان را «خانه» در نظر می‌گرفت، کمی بعد از سال نوی ۱۷۷۵ به «پلوریت عصبی» مبتلا شد و در ۲۱ فوریه ۱۷۷۵ فوت کرد.
در ماه‌های پس از مرگ او، شواهد جنگ انقلابی آمریکا، آشکار شد. جان الکساندر (کسی که در مجلس برگس‌ها از شهرستان استافورد جایگزین توماس لودول لی شد) هم مرد، بنابراین توماس لودول لی به آنچه که به عنوان آخرین جلسه مجلس برگس‌ها بود برگشت، زیرا فرماندار ویرجینیا، مجمع را سرکوب کرده بود. او به درگیری‌های سیاسی خود به عنوان یکی از نمایندگان شهرستان استافورد در سومین، چهارمین و پنجمین مجمع ویرجینیا ادامه داد، در حالیکه برادران او ویلیام و آرتور لی از انگلستان، خویشاوندان ویرجینیایی خود در انگلستان را تشویق به تشکیل کمیته‌ای برای ارتباط و همگام شدن با آشفتگی در ماساچوست می‌کردند، ریچارد هنری لی و فرانسیس لایتفوت لی نمایندگان افراطی در هیئت ویرجینیای در کنگره قاره‌ای بودند. توماس لودول لی و پسرعمویش ریچارد لی با نزدیکان خود در فیلادلفیا مکاتبه کردند و با سیاست‌های ولیامزبرگ هماهنگ ماندند، در حالیکه قطع‌نامه‌هایی را که تام لی، در تهیه آن کمک کرده بود را به فیلادلفیا ارسال می‌کرند و تقاضای بازگشت آر. اچ لی به ویلیامزبرگ برای کمک به تدوین پیش‌نویس قانون اساسی ویرجینیا را داشتند. (شعار او «ما بدون تو نمی‌توانیم» روی سنگ قبر ریچارد هنری لی حک شده‌است).
برخلاف برادرانش، لی از ورود به عرصه سیاست‌های ملی امتناع کرد. یک بار جان آدامز به نقل از جورج وایت گفت؛ لی «لذت چشم‌های هر ویرجینیایی بود که در زندگی عمومی دیده نمی‌شد».
پس از آنکه ویرجینیا قانون اساسی خود را تصویب کرد و مجمع عمومی ویرجینیا دو مجلسی شد، لی برای سنای ویرجینیا انتخاب شد تا نماینده گردنه شمالی ویرجینیا-کینگ جورج، استافورد و شهرستان‌های وستمورلند شود و تا زمان مرگش، کمتر از دو سال بعد به صورت پاره‌وقت در آن خدمت کرد. در ۱۴ اکتبر ۱۷۷۶ او در کمیته‌ای شامل وایت، ادموند پندلتون و جورج میسن، با ریاست توماس جفرسون برای بازنگری، اصلاح یا لغو قانون‌های ویرجینیایی به شرط تأیید مجلس نمایندگان ویرجینیا تشکیل شده بود، منصوب شد.

## زندگی شخصی
توماس با مری ایلت، کسی که طبق شواهد برای او شش فرزند به‌دنیا آورده و او را نجات داده بود، ازدواج کرد. مری دختر ویلیام ایلت و الیزابت اسکریج (۱۷۱۹) بود. زمانی که بیوه شد دوباره با سرهنگ پزشک جیمز استپتو ازدواج کرد (۱۷۰۹–۱۷۵۷).